# Kyselina glycerová
Kyselina glycerová je přírodní tříuhlíkatá dihydroxykyselina. Soli a estery této kyseliny se nazývají glyceráty, aniont glycerát.

## Příprava
Kyselina glycerová se dá připravit reakcí glycerolu s oxidačním činidlem za přítomnosti kyseliny sírové, přičemž se uvolní kyslík, který zoxiduje glycerol:
4 KMnO4 + 6 H2SO4 → 2 K2SO4 + 4 MnSO4 + 6 H2O + 5 O2

2 CH2OH-CHOH-CH2OH+ 5 O2 → 2 CH2OH-CHOH-COOH + 2 H2O

## Biochemie
Některé fosfoderiváty kyseliny glycerové, jako jsou kyselina 2-fosfoglycerová, kyselina 3-fosfoglycerová, kyselina 2,3-bisfosfoglycerová a kyselina 1,3-bisfosfoglycerová jsou významnými meziprodukty glykolýzy.